# Faksimile

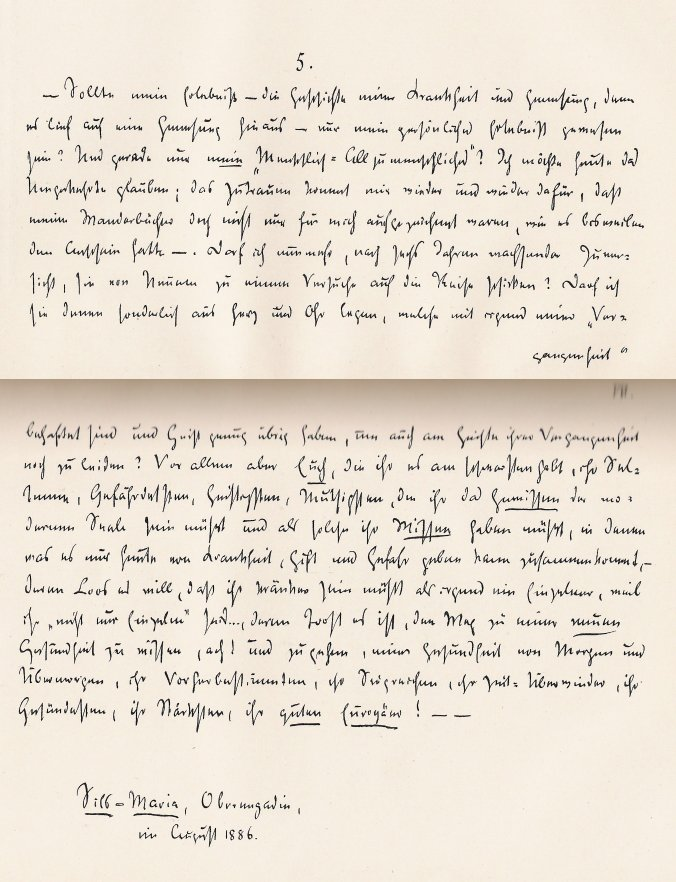
Faksimile eines Manuskriptes von Friedrich Nietzsche (Schluss der Vorrede zur zweiten Auflage von Menschliches Allzumenschliches, zweiter Band).

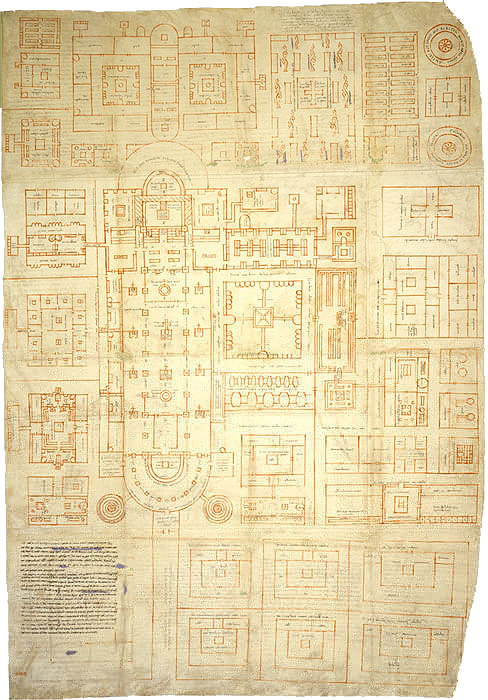
Faksimile des St. Galler Klosterplanes

Das Faksimile (lat. fac simile „mache es ähnlich“; Plural: Faksimiles oder Facsimilia) ist eine originalgetreue Nachbildung oder Reproduktion einer Vorlage, häufig im Falle historisch wertvoller gedruckter oder handschriftlich erstellter Dokumente. Früher kamen überwiegend drucktechnische Verfahren wie die lithografische Reproduktion oder der anastatische Druck und heute vor allem fotografische Verfahren zur Anwendung. Ein gutes Faksimile entspricht der Vorlage in Größe, Farbe und Erhaltungszustand. Handwerklich werden Faksimiles in Stichdruckverfahren wie Holzstich gearbeitet. Der technisch aufwendige, rasterlose Lichtdruck ergab früher die besten Ergebnisse, wird jedoch heute kaum mehr angewendet, nachdem sich digitale Reproduktionstechniken durchgesetzt haben.
Aufgrund des hohen Aufwandes bei der Herstellung (die häufig auch eine Nachbildung des originalen Einbandes umfasst) sind Faksimiles verhältnismäßig teuer. Daher stellen manche Verlage neben dem vollständigen und originalgetreuen Faksimile eines bestimmten Originals auch verkleinerte oder anderweitig vereinfachte Varianten her. Auch Teil-Faksimiles, die etwa nur Illustrationen wiedergeben, sind üblich. Sie werden dann zu günstigeren Preisen, z. B. als Studienausgabe, angeboten.
Gedruckte Faksimiles waren in früherer Zeit die einzige Möglichkeit, kostbare Handschriften originalgetreu der Forschung zugänglich zu machen, so dass sie von Bibliotheken und Forschungsinstituten erworben wurden. Heute wird dies zunehmend durch Digitalisierung geleistet, so dass Faksimiles eher im Kreis von Liebhabern und Sammlern ihren Absatz finden, zumal Bibliotheken oder Archive meist nicht mehr über die Mittel verfügen, die den Ankauf von Faksimiles ermöglichen würden. Allerdings bieten Faksimiles die Möglichkeit, Handschriften die in späterer Zeit zerteilt wurden und heute auf verschiedene Standorte verteilt sind (wie etwa das Lorscher Evangeliar) zumindest in der Nachbildung originalgetreu wieder zusammenzufügen.
Der Begriff Faksimile wird darüber hinaus als Bezeichnung für die elektronischen Abbilder von Dokumenten benutzt, die in Dokumentenmanagement-, Archiv- oder Enterprise-Content-Management-Systemen eingescannt worden sind. Der Begriff Fax für eine Fax-Übermittlung leitet sich ebenfalls von Faksimile ab.
Eine Abbildung des reinen Textes im nicht originalgetreuen Layout bezeichnet man hingegen als Nachdruck.

## Historische Dokumente
Falls das Original verloren ging oder zu wertvoll ist, um ausgestellt zu werden, bietet das Faksimile die Möglichkeit, ein historisch bedeutendes Dokument der Öffentlichkeit und der Forschung zugänglich zu machen. Dies betrifft beispielsweise mittelalterliche Handschriften mit Buchmalereien, seltener auch Urkunden oder Manuskripte literarischer Texte.
Dabei streben die darauf spezialisierten Buchdruckereien den maximal möglichen Perfektionsgrad an, um das Faksimile dem Original so ähnlich wie möglich zu machen. Nicht nur der Einsatz von altem Handwerkszeug und alten Techniken sorgt für eine möglichst originalgetreue Nachbildung, sondern auch modernste Scan- und Fototechnik wird dafür angewandt. So stellen diese Bücher damals wie heute ein Zeichen der Fertigungskünste ihrer Zeit dar. Bei Handschriften, die einen kostbaren Einband besitzen, wird oft auch versucht, diesen möglichst originalgetreu nachzubilden, etwa werden Abgüsse von geschnitzten Reliefs aus Elfenbein oder Nachbildungen von Goldschmiedearbeiten auf dem Einband montiert.
Den Faksimiles sind meist wissenschaftliche Kommentarbände mit Erläuterungen beigegeben, die über Geschichte und Bedeutung des Originals informieren.

## Postwertzeichen

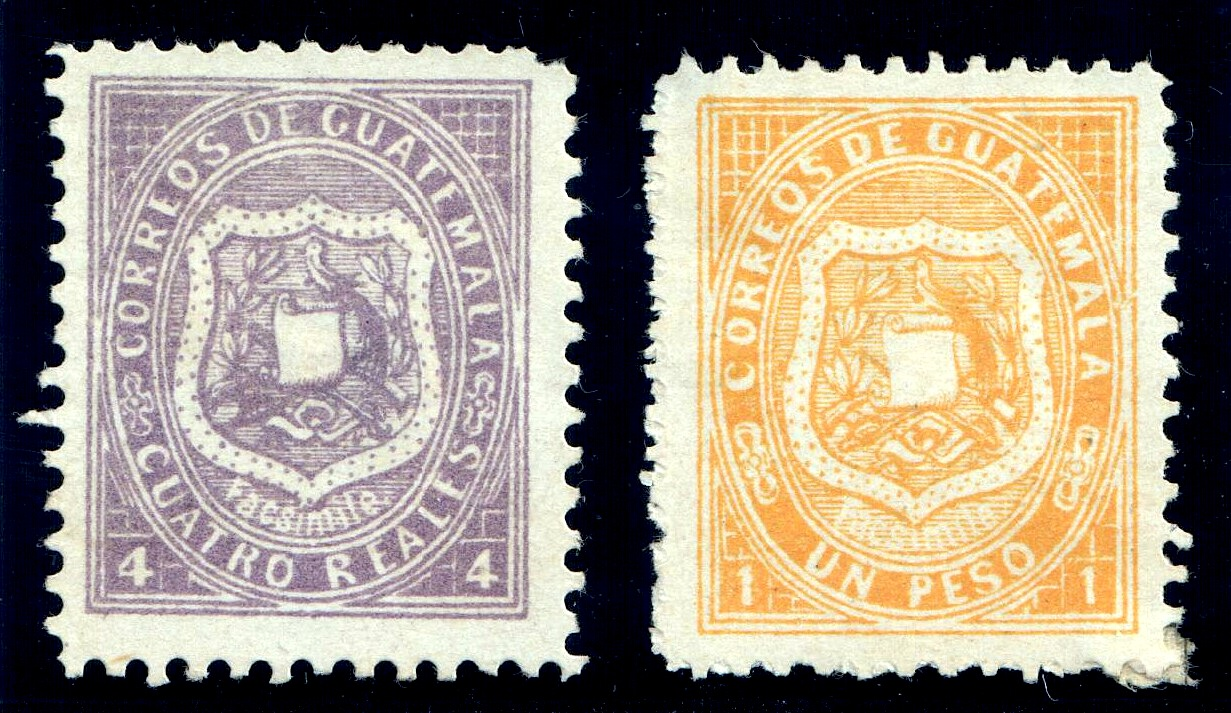
Faksimiles von seltenen Briefmarken Guatemalas, mit vorderseitiger Kennzeichnung „Facsimile“

In der Philatelie bezeichnet man Nachahmungen seltener Briefmarken von privater Seite als Faksimile. Diese Nachahmung muss jedoch vom Original abweichen, da es sich sonst um illegale Fälschungen handeln würde. Eine einfache rückseitige Kennzeichnung als Faksimile reicht dafür nicht aus. Die Abweichung kann beim verwendeten Briefmarkenpapier, in der Farbe, in der Perforierung oder beim Druckverfahren stattfinden. Ein Faksimile ist eine dem Original nur ähnliche Briefmarke.
Findet die Herstellung von Faksimiles von Briefmarken unter staatlichem Auftrag statt, nennt man dies Nachdruck. Diese werden nicht mit dem Originaldruckstock hergestellt. Briefmarken, die nach Ablauf ihrer Frankaturgültigkeit mit den Originaldruckstöcken oder Druckplatten hergestellt werden, bezeichnet der Philatelist als Neudrucke.

## Herstellung
Bevorzugte Faksimile-Techniken sind Holzstich, Lichtdruck und fotomechanischer Nachdruck. Mittels Retrodigitalisierung werden zunehmend Faksimiles in elektronischer Form erstellt. Die Granolithographie liefert besonders gute Ergebnisse.

## Faksimile-Unterschrift

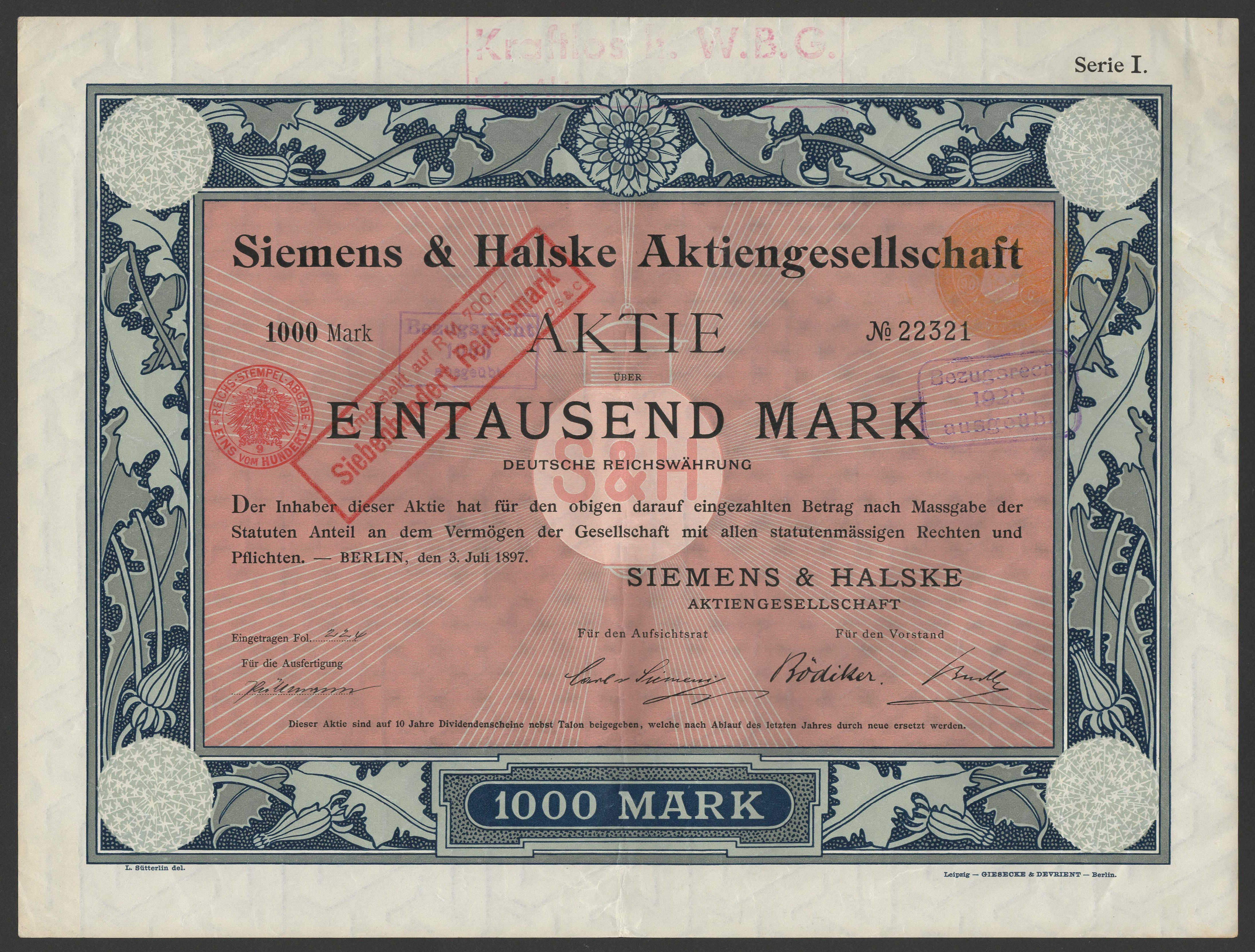
Gründeraktie mit Faksimile-Unterschrift von Carl von Siemens

Als Faksimile-Unterschrift wird eine Unterschrift bezeichnet, welche aufgedruckt wird. Oft soll damit beim Leser der Eindruck erweckt werden, der Absender hätte persönlich unterzeichnet, etwa bei Werbeschreiben. Ob Faksimile-Unterschriften rechtsgültig sind, hängt von der Rechtsordnung des Landes sowie von den besonderen Umständen des Einzelfalles ab.